# SMS Hohenzollern (fartyg, 1892)
För det tidigare fartyget med samma namn, se SMS Hohenzollern (fartyg, 1880)

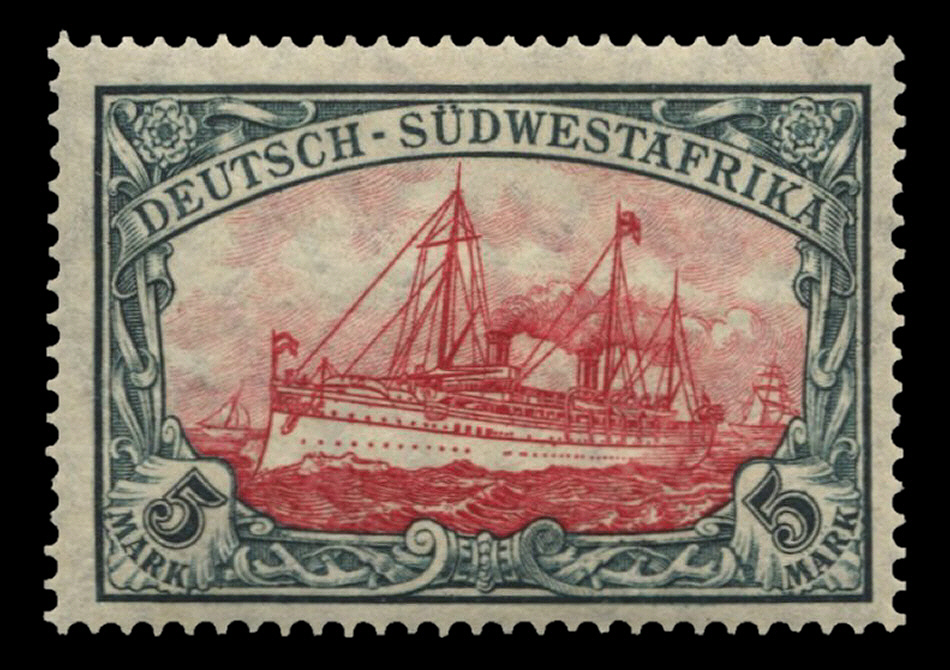
Frimärke från Tyska Sydvästafrika, 1906

SMS Hohenzollern var ett tyskt ångfartyg, som tjänstgjorde 1893–1918 som representationsfartyg för kejsaren Vilhelm II. Fartyget tillhörde Kejserliga marinen och användes också som aviso. 
Efter sin tronbestigning i juni 1888 använde Vilhelm II hjulångaren SMS Hohenzollern för statsbesök och resor. Eftersom denna var tekniskt föråldrad, satte staten av medel 1889/1890 för ett nybygge, som också skulle tjänstgöra som aviso i flottan. 
Fartyget byggdes på AG Vulcan i Stettin. Kölsträckningen skedde i juli 1891 och stapelavlöpningen den 27 juni 1892, samtidigt som det tidigare kejsarskeppet omdöptes till Kaiseradler. Hohenzollern var klar att tas i bruk mot slutet av 1893.
SMS Hohenzollern hade en besättning på tolv officerare och till en början 301, senare 334 matroser. 
Fartyget drevs av två stående trecylindriga ångmaskiner, som tillsammans åstadkom 9.588 ihk. Ångan genererades av fyra ångpannor.  
Hastigheten var 21,5 knop, och efter ombyggnad 1907 21,8 knop.
SMS Hohenzollern hade ingen användning under första världskriget. 

## Bildgalleri

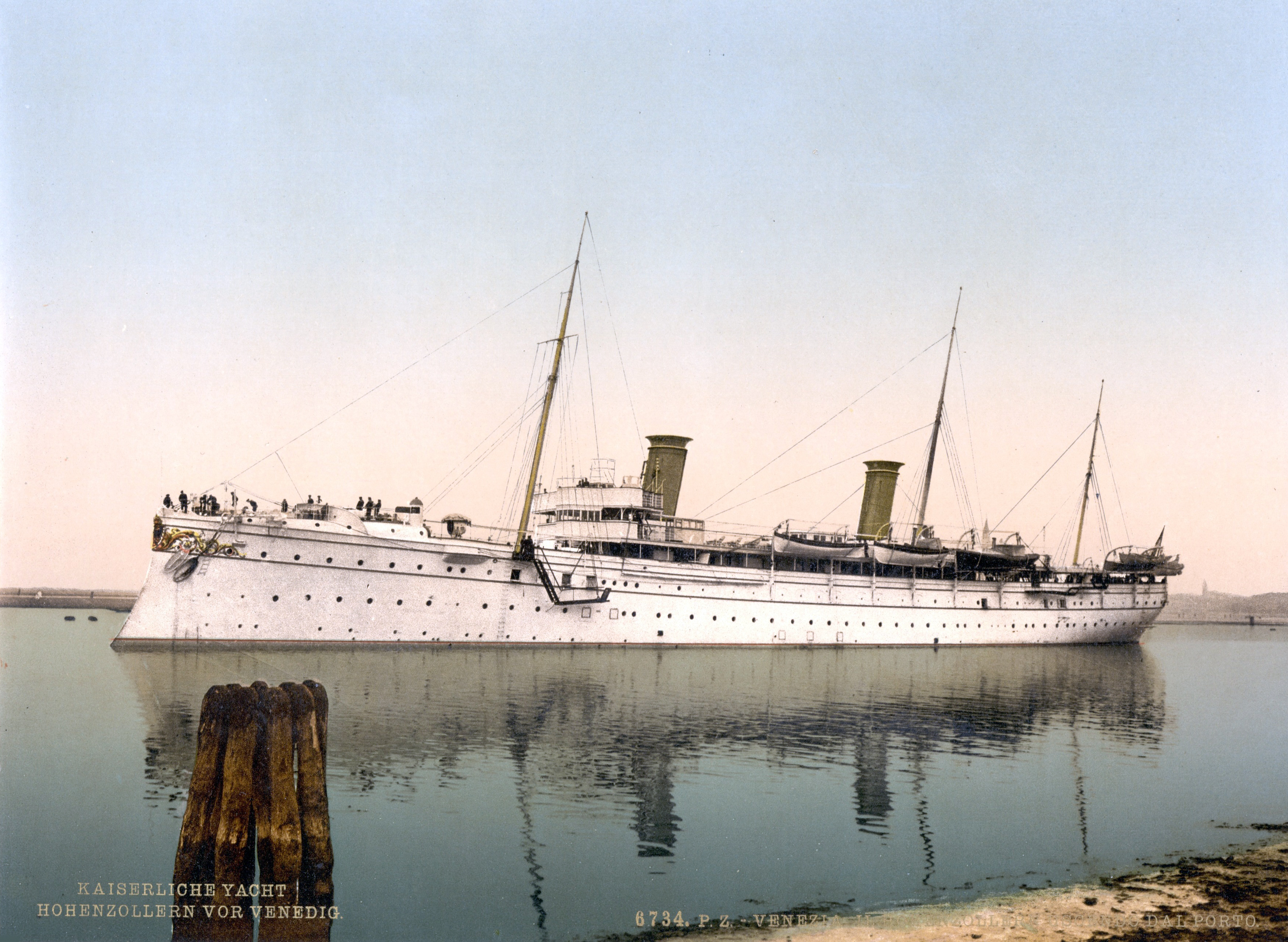
Hohenzollern i Venedig, 1890-talet
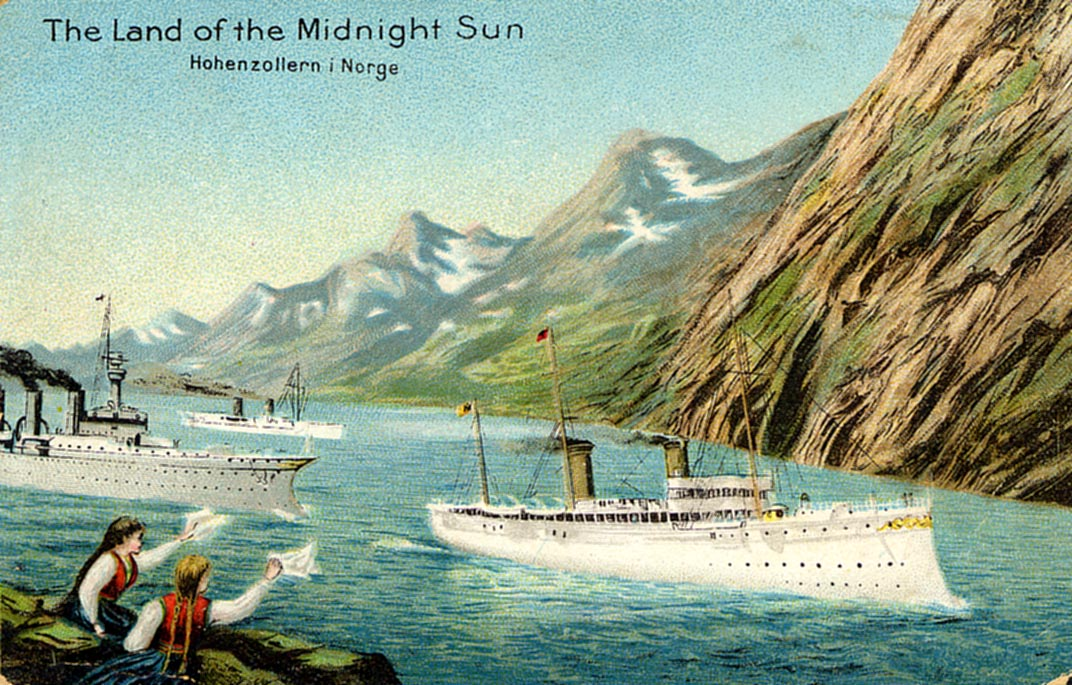
Hohenzollern i Norge, 1906